# Oltina
Oltina est une commune du județ de Constanța en Roumanie.